# Saint-Jean-du-Corail-des-Bois
Saint-Jean-du-Corail-des-Bois ist eine Gemeinde im französischen Département Manche in der Normandie. Sie gehört zum Arrondissement Avranches und zum Kanton Isigny-le-Buat. 

## Geographie
Nachbargemeinden sind Chérencé-le-Héron im Norden, Saint-Martin-le-Bouillant im Nordosten, Saint-Nicolas-des-Bois im Südosten und La Chaise-Baudouin im Südwesten und im Westen. An der nordöstlichen Gemeindegrenze verläuft das Flüsschen Bieu.

## Einwohnerentwicklung
| Jahr      | 1962 | 1968 | 1975 | 1982 | 1990 | 1999 | 2008 | 2018 |
| --------- | ---- | ---- | ---- | ---- | ---- | ---- | ---- | ---- |
| Einwohner | 132  | 121  | 108  | 85   | 74   | 76   | 74   | 73   |

## Sehenswürdigkeiten
- Kriegerdenkmal
- Kirche Saint-Jean-Baptiste

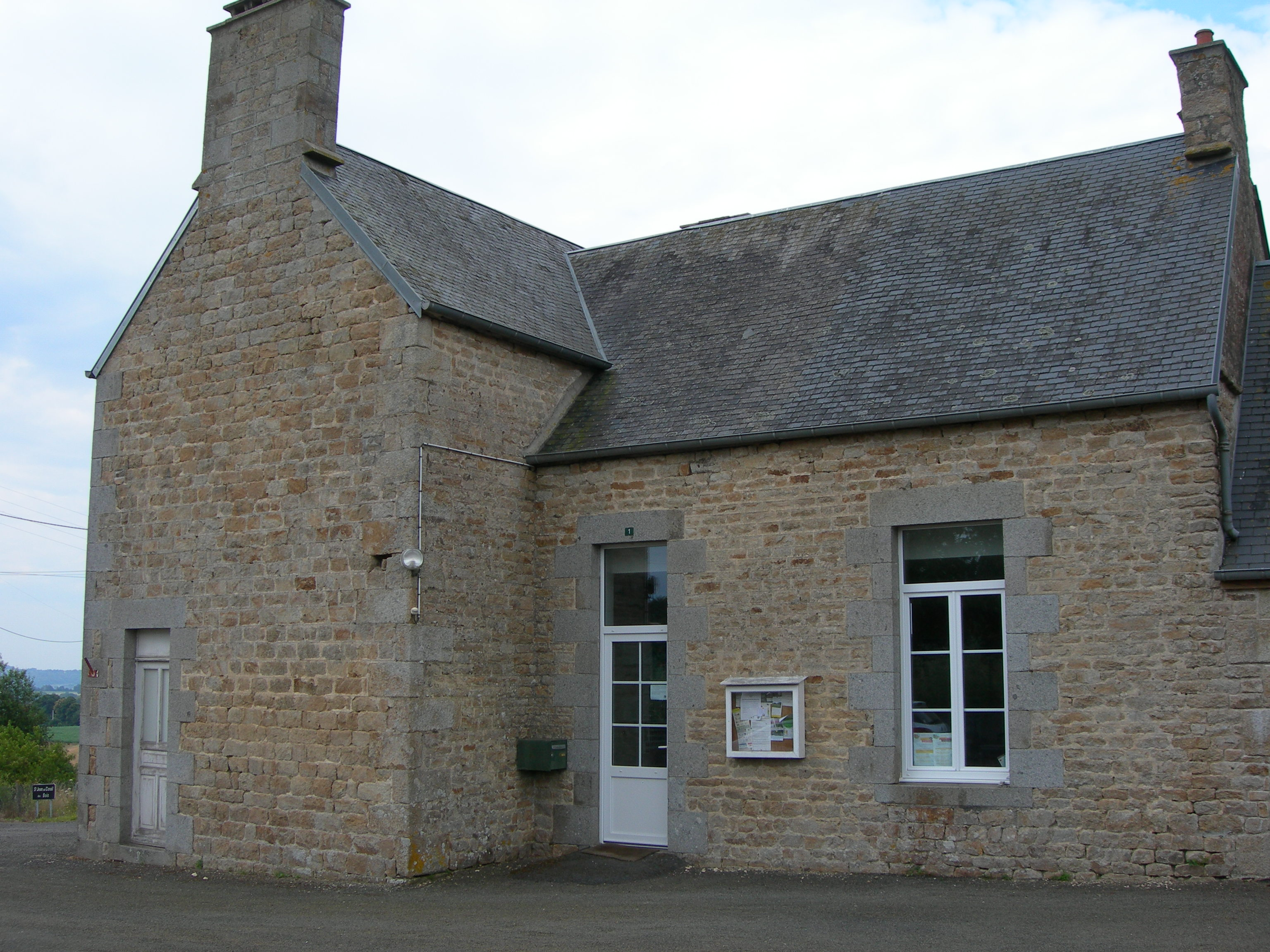
Mairie von Saint-Jean-du-Corail-des-Bois
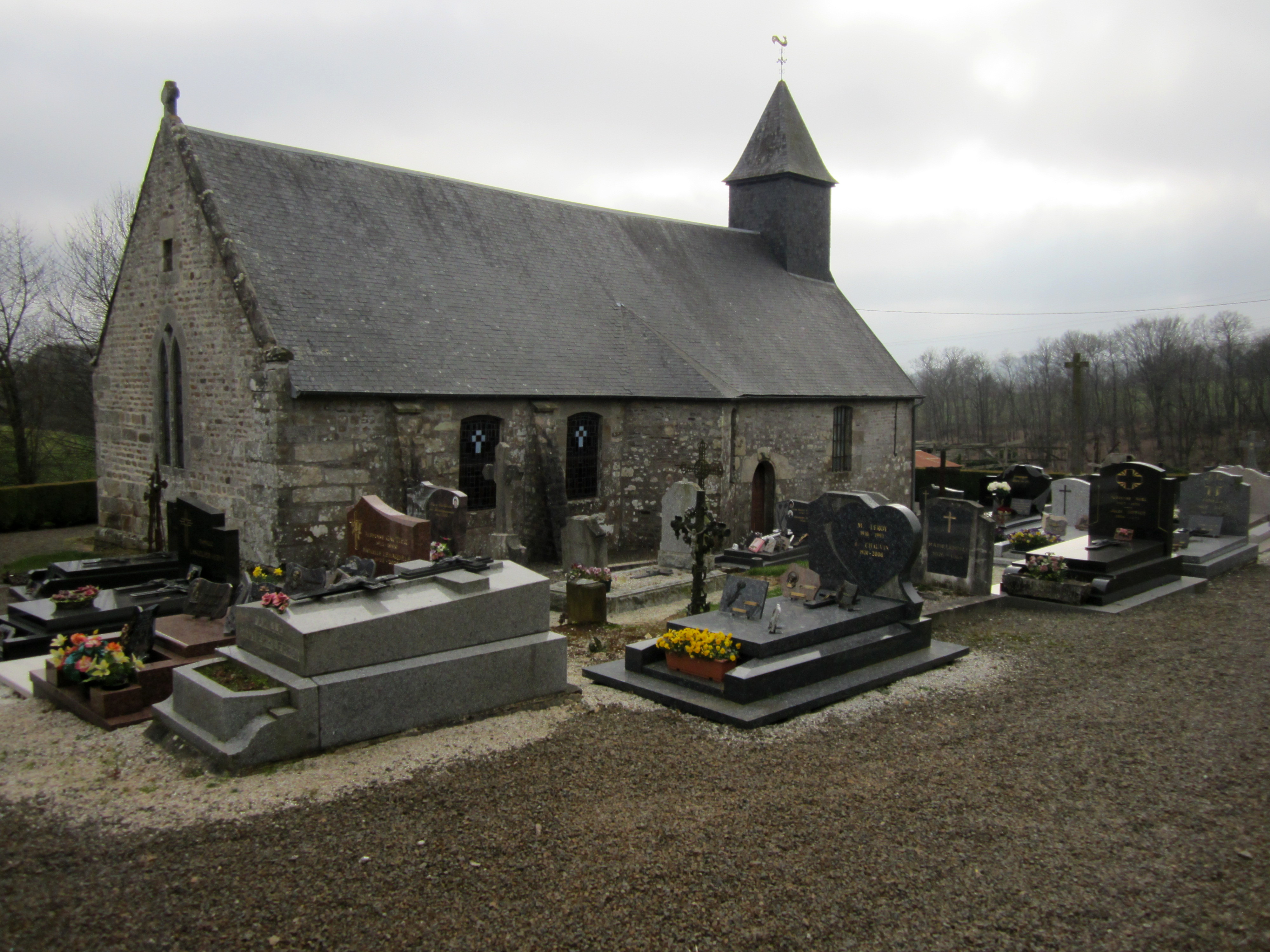
Kirche Saint-Jean-Baptiste